# Дмитриев, Андрей Викторович (дипломат)
Андре́й Ви́кторович Дми́триев (10 апреля 1941 — 13 апреля 2013) — советский и российский дипломат. Чрезвычайный и полномочный посол (1995).

## Биография
Родился	10 апреля 1941 в Москве.
Окончил Московский государственный педагогический институт иностранных языков им. М. Тореза (1966). На протяжении семи лет работал в Секретариате ООН в должности синхронного переводчика. Затем поступил в Дипломатическую академию МИД СССР и окончил её в 1978 году. По окончании учёбы работал в центральном аппарате МИД СССР/РФ и за рубежом.
- В 1978—1983 годах — сотрудник Посольства СССР в Бразилии.
- В 1987—1989 годах — сотрудник Посольства СССР в Перу.
- В 1989—1992 годах — сотрудник Посольства СССР/России в Республике Никарагуа.
- С 24 октября 1995 по 9 марта 1999 года — чрезвычайный и полномочный посол Российской Федерации в Республике Никарагуа и в Республиках Гондурас и Сальвадор по совместительству[1][2].
- С июля 1999 по июнь 2000 года — директор Латиноамериканского департамента МИД РФ.
- С 27 июня 2000 по 14 апреля 2008 года — чрезвычайный и полномочный посол Российской Федерации на Кубе и Барбадосе[3][4].
- С 11 апреля 2006 по 14 апреля 2008 года — чрезвычайный и полномочный посол Российской Федерации на Багамах по совместительству[4][5].

Скончался 13 апреля 2013 после тяжёлой и продолжительной болезни в Москве.

## Личная жизнь
Был женат, имел сына и дочь. Владел английским, французским, испанским и португальским языками.

## Дипломатический ранг
- Чрезвычайный и полномочный посол (24 октября 1995)[7].

## Награды
- Медаль «В память 850-летия Москвы»
- Орден Дружбы (5 декабря 2001) — За многолетнюю плодотворную работу и активное участие в проведении внешнеполитического курса Российской Федерации[8]
- Заслуженный работник дипломатической службы Российской Федерации (18 июля 2006) —  За заслуги в реализации внешнеполитического  курса Российской Федерации и многолетнюю дипломатическую службу[9]